# ليزلي وينستون
ليزلي وينستون (بالإنجليزية: Leslie Winston)‏ هي ممثلة أمريكية، ولدت في 13 مايو 1956.

## وصلات خارجية
- ليزلي وينستون على موقع IMDb (الإنجليزية)